# 대한민국 여자 축구 국가대표팀
대한민국 여자 축구 국가대표팀은 대한민국을 대표하는 여자 축구 국가대표팀으로 대한축구협회에서 운영하고 있다. 1990년 9월 6일 일본과의 국제 A매치 데뷔전에서 1-13으로 대패했는데 이는 대한민국 여자 축구가 가장 큰 점수차로 진 국제 경기로 기록되어 있으며 현재 하계 올림픽 본선 기록은 전무하다. 대한민국의 여자 축구는 한동안 남자 축구의 그늘에 가려져 있었고 여자 농구와 여자 배구에 비해 인기가 낮아서 별로 주목받지 못했으나 2003년 FIFA 여자 월드컵에 첫 출전한 후 계속해서 성장하고 있는 추세이다.

## 국제 대회 경력

### FIFA 여자 월드컵
2003년 FIFA 여자 월드컵을 시작으로 4번의 여자 월드컵 본선에 출전하여 이 중 2015년 대회에서 사상 첫 월드컵 16강에 이름을 올리면서 대한민국 여자 축구 역사의 한 페이지를 장식했으나 2003년 대회와 2019년 대회에서는 3전 전패를 당하며 조별리그 탈락의 고배를 마셨으며 2023년 대회에서도 1무 2패의 초라한 성적으로 또 다시 조별리그에서 탈락했지만 조별리그 최종전에서 FIFA 여자 랭킹 2위이자 FIFA 여자 월드컵 2회 우승팀인 독일과 비기며 독일의 여자 월드컵 최초 조별리그 탈락의 굴욕을 선사하는 저력을 발휘했다.

### AFC 여자 아시안컵
1991년 AFC 여자 축구 선수권 대회를 시작으로 13번의 여자 아시안컵 본선에 출전하여 2022년 대회에서 준우승을 차지하면서 3위를 차지했던 2003년 대회 이후 19년만에 역대 여자 아시안컵 최고 성적을 거두었고 1995년, 2001년 그리고 2014년 대회에서는 4위에 이름을 올렸다.

### 아시안 게임
1990년 아시안 게임을 시작으로 8번의 아시안 게임에 모두 출전하여 2010년부터 2018년 대회까지 3회 연속 동메달을 목에 걸었고 2002년과 2006년 대회에서는 4위에 이름을 올리는 등 성적이 저조했던 3번의 대회(1990년 6팀 중 5위, 1994년 4팀 중 최하위, 1998년 조별리그 탈락)를 제외한 나머지 5번의 대회에서 4위 이상의 성적을 기록했다.

### EAFF E-1 풋볼 챔피언십
8번의 EAFF E-1 풋볼 챔피언십 결승리그에 모두 출전하여 2005년 대회에서 사상 첫 국제 대회 우승컵을 들어올렸고 2015년과 자국에서 열린 2019년 대회에서는 준우승을 차지했다.

### 하계 올림픽
아직까지 하계 올림픽에 출전한 기록은 전무하며, 이는 월드컵에 4번 진출한 것과는 대조적인 셈이다.

## 기타 국제 대회 경력
알가르브컵에는 2017년 대회에 유일하게 출전하여 이 대회에서 노르웨이와 함께 공동 7위에 이름을 올렸고 키프로스컵에는 6번 출전하여 2017년 대회에서 준우승을 차지하며 세계 대회에서 역대 최고 성적을 거두었고 2014년 대회에서는 3위에 입상했다. 그리고 자국에서 열린 피스퀸컵에서는 3번의 대회 중 마지막 대회인 2010년 대회에서 통산 2번째 국제 대회 우승을 차지했다.

## 주요 대회 기록

### FIFA 월드컵
| 연도   | 결과           | 경기           | 승             | 무             | 패             | 득점           | 실점           |                |
| ------ | -------------- | -------------- | -------------- | -------------- | -------------- | -------------- | -------------- | -------------- |
| 1991년 | 지역 예선 탈락 | 지역 예선 탈락 | 지역 예선 탈락 | 지역 예선 탈락 | 지역 예선 탈락 | 지역 예선 탈락 | 지역 예선 탈락 | 지역 예선 탈락 |
| 1995년 | 지역 예선 탈락 | 지역 예선 탈락 | 지역 예선 탈락 | 지역 예선 탈락 | 지역 예선 탈락 | 지역 예선 탈락 | 지역 예선 탈락 | 지역 예선 탈락 |
| 1999년 | 지역 예선 탈락 | 지역 예선 탈락 | 지역 예선 탈락 | 지역 예선 탈락 | 지역 예선 탈락 | 지역 예선 탈락 | 지역 예선 탈락 | 지역 예선 탈락 |
| 2003년 | 조별리그       | 3              | 0              | 0              | 3              | 1              | 11             |                |
| 2007년 | 지역 예선 탈락 | 지역 예선 탈락 | 지역 예선 탈락 | 지역 예선 탈락 | 지역 예선 탈락 | 지역 예선 탈락 | 지역 예선 탈락 | 지역 예선 탈락 |
| 2011년 | 지역 예선 탈락 | 지역 예선 탈락 | 지역 예선 탈락 | 지역 예선 탈락 | 지역 예선 탈락 | 지역 예선 탈락 | 지역 예선 탈락 | 지역 예선 탈락 |
| 2015년 | 16강           | 4              | 1              | 1              | 2              | 4              | 8              |                |
| 2019년 | 조별리그       | 3              | 0              | 0              | 3              | 1              | 8              |                |
| 2023년 | 조별리그       | 3              | 0              | 1              | 2              | 1              | 4              |                |
| 2027년 | 미정           | 미정           | 미정           | 미정           | 미정           | 미정           | 미정           | 미정           |
| 합계   | 4/9            | 13             | 1              | 2              | 10             | 7              | 31             |                |

### 올림픽
| 1996년 | 지역 예선 탈락 | 지역 예선 탈락 | 지역 예선 탈락 | 지역 예선 탈락 | 지역 예선 탈락 | 지역 예선 탈락 | 지역 예선 탈락 | 지역 예선 탈락 | 지역 예선 탈락 |
| 2000년 | 지역 예선 탈락 | 지역 예선 탈락 | 지역 예선 탈락 | 지역 예선 탈락 | 지역 예선 탈락 | 지역 예선 탈락 | 지역 예선 탈락 | 지역 예선 탈락 | 지역 예선 탈락 |
| 2004년 | 지역 예선 탈락 | 지역 예선 탈락 | 지역 예선 탈락 | 지역 예선 탈락 | 지역 예선 탈락 | 지역 예선 탈락 | 지역 예선 탈락 | 지역 예선 탈락 | 지역 예선 탈락 |
| 2008년 | 지역 예선 탈락 | 지역 예선 탈락 | 지역 예선 탈락 | 지역 예선 탈락 | 지역 예선 탈락 | 지역 예선 탈락 | 지역 예선 탈락 | 지역 예선 탈락 | 지역 예선 탈락 |
| 2012년 | 지역 예선 탈락 | 지역 예선 탈락 | 지역 예선 탈락 | 지역 예선 탈락 | 지역 예선 탈락 | 지역 예선 탈락 | 지역 예선 탈락 | 지역 예선 탈락 | 지역 예선 탈락 |
| 2016년 | 지역 예선 탈락 | 지역 예선 탈락 | 지역 예선 탈락 | 지역 예선 탈락 | 지역 예선 탈락 | 지역 예선 탈락 | 지역 예선 탈락 | 지역 예선 탈락 | 지역 예선 탈락 |
| 2020년 | 지역 예선 탈락 | 지역 예선 탈락 | 지역 예선 탈락 | 지역 예선 탈락 | 지역 예선 탈락 | 지역 예선 탈락 | 지역 예선 탈락 | 지역 예선 탈락 | 지역 예선 탈락 |
| 2024년 | 지역 예선 탈락 | 지역 예선 탈락 | 지역 예선 탈락 | 지역 예선 탈락 | 지역 예선 탈락 | 지역 예선 탈락 | 지역 예선 탈락 | 지역 예선 탈락 | 지역 예선 탈락 |
| 2028년 | 미정           | 미정           | 미정           | 미정           | 미정           | 미정           | 미정           | 미정           | 미정           |
| 2032년 | 미정           | 미정           | 미정           | 미정           | 미정           | 미정           | 미정           | 미정           | 미정           |
| 합계   | 0/8            | 24             | 7              | 11             | 12             | 29             | 63             |                |                |

### AFC 아시안컵
| 연도   | 결과      | 경기 | 승   | 무   | 패   | 득점 | 실점 |      |
| ------ | --------- | ---- | ---- | ---- | ---- | ---- | ---- | ---- |
| 1975년 | 불참      | 불참 | 불참 | 불참 | 불참 | 불참 | 불참 | 불참 |
| 1977년 | 불참      | 불참 | 불참 | 불참 | 불참 | 불참 | 불참 | 불참 |
| 1979년 | 불참      | 불참 | 불참 | 불참 | 불참 | 불참 | 불참 | 불참 |
| 1981년 | 불참      | 불참 | 불참 | 불참 | 불참 | 불참 | 불참 | 불참 |
| 1983년 | 불참      | 불참 | 불참 | 불참 | 불참 | 불참 | 불참 | 불참 |
| 1986년 | 불참      | 불참 | 불참 | 불참 | 불참 | 불참 | 불참 | 불참 |
| 1989년 | 불참      | 불참 | 불참 | 불참 | 불참 | 불참 | 불참 | 불참 |
| 1991년 | 조별 리그 | 3    | 0    | 0    | 3    | 0    | 22   |      |
| 1993년 | 조별 리그 | 3    | 1    | 0    | 2    | 4    | 9    |      |
| 1995년 | 4위       | 5    | 2    | 1    | 2    | 11   | 5    |      |
| 1997년 | 조별 리그 | 2    | 1    | 0    | 1    | 11   | 1    |      |
| 1999년 | 조별 리그 | 4    | 3    | 0    | 1    | 30   | 5    |      |
| 2001년 | 4위       | 6    | 4    | 0    | 2    | 16   | 10   |      |
| 2003년 | 3위       | 7    | 4    | 1    | 2    | 22   | 5    |      |
| 2006년 | 조별 리그 | 4    | 2    | 0    | 2    | 14   | 6    |      |
| 2008년 | 조별 리그 | 3    | 2    | 0    | 1    | 5    | 3    |      |
| 2010년 | 조별 리그 | 3    | 1    | 1    | 1    | 6    | 3    |      |
| 2014년 | 4위       | 5    | 2    | 1    | 2    | 18   | 4    |      |
| 2018년 | 조별 리그 | 4    | 2    | 2    | 0    | 9    | 0    |      |
| 2022년 | 준우승    | 6    | 4    | 1    | 1    | 11   | 4    |      |
| 2026년 | 미정      | 미정 | 미정 | 미정 | 미정 | 미정 | 미정 | 미정 |
| 합계   | 12/18     | 53   | 27   | 7    | 19   | 153  | 74   |      |

### 아시안 게임
| 연도   | 결과      | 경기 | 승   | 무   | 패   | 득점 | 실점 |      |
| ------ | --------- | ---- | ---- | ---- | ---- | ---- | ---- | ---- |
| 1990년 | 5위       | 5    | 1    | 0    | 4    | 2    | 30   |      |
| 1994년 | 4위       | 3    | 0    | 0    | 3    | 0    | 9    |      |
| 1998년 | 조별 예선 | 3    | 1    | 1    | 1    | 8    | 4    |      |
| 2002년 | 4위       | 5    | 2    | 0    | 3    | 6    | 8    |      |
| 2006년 | 4위       | 5    | 2    | 0    | 3    | 7    | 10   |      |
| 2010년 | 3위       | 5    | 3    | 1    | 1    | 14   | 4    |      |
| 2014년 | 3위       | 6    | 5    | 0    | 1    | 33   | 2    |      |
| 2018년 | 3위       | 6    | 5    | 0    | 1    | 32   | 3    |      |
| 2022년 | 8강       | 4    | 3    | 0    | 1    | 14   | 5    |      |
| 2026년 | 미정      | 미정 | 미정 | 미정 | 미정 | 미정 | 미정 | 미정 |
| 합계   | 9/9       | 42   | 22   | 2    | 18   | 116  | 75   |      |

### EAFF E-1 챔피언십 (동아시안컵)
| 연도   | 결과   | 경기 | 승 | 무 | 패 | 득점 | 실점 |
| ------ | ------ | ---- | -- | -- | -- | ---- | ---- |
| 2005년 | 우승   | 3    | 2  | 1  | 0  | 3    | 0    |
| 2008년 | 4위    | 3    | 0  | 0  | 3  | 2    | 9    |
| 2010년 | 3위    | 3    | 1  | 0  | 2  | 6    | 5    |
| 2013년 | 3위    | 3    | 1  | 0  | 2  | 4    | 5    |
| 2015년 | 준우승 | 3    | 2  | 0  | 1  | 3    | 3    |
| 2017년 | 4위    | 3    | 0  | 0  | 3  | 3    | 7    |
| 2019년 | 준우승 | 3    | 1  | 1  | 1  | 3    | 1    |
| 합계   | 8/8    | 24   | 7  | 2  | 15 | 27   | 36   |

## 코칭 스태프
| 직위        | 이름   | 생년월일         | 기간           |
| ----------- | ------ | ---------------- | -------------- |
| 감독        | 신상우 | 1976년 3월 10일  | 2024-10 ~ 현재 |
| 수석 코치   | 박윤정 | 1989년 8월 11일  |                |
| 코치        | 고현복 |                  |                |
| GK 코치     | 정유석 | 1977년 10월 25일 |                |
| 피지컬 코치 | 안정혁 |                  |                |

### 역대 감독
| 감독    | 임기        |
| ------- | ----------- |
| 박경화  | 1990        |
| 문정식  | 1991 ~ 1992 |
| 유기흥  | 1999        |
| 안익수  | 2008 ~ 2009 |
| 윤덕여  | 2012 ~ 2019 |
| 콜린 벨 | 2019 ~ 2024 |
| 신상우  | 2024 ~      |

## 선수단

### 2023년 FIFA 여자 월드컵 명단
감독:  콜린 벨
최종 23인 선수단은 2023년 7월 5일에 발표되었다.
| 번호 | 포지션 | 선수        | 생년월일 (나이)        | 출전 | 소속                 |
| ---- | ------ | ----------- | ---------------------- | ---- | -------------------- |
| 1    | GK     | 윤영글      | 2023년 7월 20일(-36세) | 27   | BK 헤켄              |
| 2    | DF     | 추효주      | 2023년 7월 20일(-23세) | 30   | 수원 UDC             |
| 3    | DF     | 홍혜지      | 2023년 7월 20일(-27세) | 38   | 인천 현대제철        |
| 4    | DF     | 심서연      | 2023년 7월 20일(-35세) | 76   | 수원 UDC             |
| 5    | MF     | 김윤지      | 2023년 7월 20일(-35세) | 8    | 수원 UDC             |
| 6    | DF     | 임선주      | 2023년 7월 20일(-33세) | 103  | 인천 현대제철        |
| 7    | FW     | 손화연      | 2023년 7월 20일(-27세) | 48   | 인천 현대제철        |
| 8    | MF     | 조소현      | 2023년 7월 20일(-36세) | 144  | 토트넘 홋스퍼        |
| 9    | MF     | 이금민      | 2023년 7월 20일(-30세) | 80   | 브라이턴 호브 앨비언 |
| 10   | MF     | 지소연      | 2023년 7월 20일(-33세) | 144  | 수원 UDC             |
| 11   | FW     | 최유리      | 2023년 7월 20일(-29세) | 50   | 인천 현대제철        |
| 12   | FW     | 문미라      | 2023년 7월 20일(-32세) | 29   | 수원 UDC             |
| 13   | FW     | 박은선      | 2023년 7월 20일(-37세) | 42   | 서울 WFC             |
| 14   | MF     | 전은하      | 2023년 7월 20일(-31세) | 13   | 수원 UDC             |
| 15   | MF     | 천가람      | 2023년 7월 20일(-21세) | 4    | 화천 KSPO            |
| 16   | DF     | 장슬기      | 2023년 7월 20일(-30세) | 89   | 인천 현대제철        |
| 17   | DF     | 이영주      | 2023년 7월 20일(-32세) | 55   | 마드리드 CFF         |
| 18   | GK     | 김정미      | 2023년 7월 20일(-39세) | 135  | 인천 현대제철        |
| 19   | FW     | 케이시 페어 | 2023년 7월 20일(-17세) | 0    | PDA                  |
| 20   | DF     | 김혜리      | 2023년 7월 20일(-34세) | 111  | 인천 현대제철 (주장) |
| 21   | GK     | 류지수      | 3 9월 1997 (25세)      | 0    | 서울 WFC             |
| 22   | MF     | 배예빈      | 2023년 7월 20일(-19세) | 2    | 위덕대학교           |
| 23   | FW     | 강채림      | 2023년 7월 20일(-26세) | 24   | 인천 현대제철        |

### 2022년 EAFF E-1 챔피언십 명단 (2022년 7월 1일 기준)[3][4]
| NO. | 포지션 | 이름   | 소속             | 생년월일         |
| --- | ------ | ------ | ---------------- | ---------------- |
| 21  | GK     | 류지수 | 서울시청         | 1997년 9월 3일   |
| 18  | GK     | 김정미 | 인천현대제철     | 1984년 10월 16일 |
| 1   | GK     | 윤영글 | 무소속           | 1987년 10월 28일 |
| 20  | DF     | 김혜리 | 인천현대제철     | 1990년 6월 25일  |
| 4   | DF     | 심서연 | 서울시청         | 1989년 4월 15일  |
| 17  | DF     | 이영주 | 마드리드CFF      | 1992년 4월 22일  |
| 6   | DF     | 임선주 | 인천현대제철     | 1990년 11월 27일 |
| 16  | DF     | 장슬기 | 인천현대제철     | 1994년 5월 31일  |
| 12  | DF     | 정유진 | 인천현대제철     | 2000년 12월 25일 |
| 5   | DF     | 홍혜지 | 인천현대제철     | 1996년 8월 25일  |
| 21  | MF     | 김성미 | 세종스포츠토토   | 1997년 4월 2일   |
| 13  | MF     | 김윤지 | 수원FC위민       | 1989년 6월 1일   |
| 7   | MF     | 이민아 | 인천현대제철     | 1991년 11월 8일  |
| 5   | MF     | 장창   | 인천현대제철     | 1996년 6월 21일  |
| 8   | MF     | 조소현 | 토트넘홋스퍼위민 | 1988년 6월 24일  |
| 10  | MF     | 지소연 | 수원FC위민       | 1991년 2월 21일  |
| 23  | FW     | 강채림 | 인천현대제철     | 1998년 3월 23일  |
| 24  | FW     | 고민정 | 창녕FCW          | 2001년 5월 14일  |
| 9   | FW     | 박은선 | 서울시청         | 1986년 12월 25일 |
| 23  | FW     | 손화연 | 인천현대제철     | 1997년 3월 15일  |
| 22  | FW     | 장유빈 | 서울시청         | 2002년 2월 10일  |
| 14  | FW     | 전은하 | 수원FC위민       | 1993년 1월 28일  |
| 11  | FW     | 최유리 | 인천현대제철     | 1994년 9월 16일  |
| 2   | FW     | 추효주 | 수원FC위민       | 2000년 7월 29일  |

### 2022년 AFC 아시안컵 본선 명단 (2022년 1월 기준)[5][6]
| NO. | 포지션 | 이름   | 소속                   | 생년월일         |
| --- | ------ | ------ | ---------------------- | ---------------- |
| 19  | GK     | 강가애 | 세종스포츠토토         | 1990년 12월 10일 |
| 18  | GK     | 김정미 | 인천현대제철           | 1984년 10월 16일 |
| 1   | GK     | 윤영글 | 경주한수원             | 1987년 10월 28일 |
| 20  | DF     | 김혜리 | 인천현대제철           | 1990년 6월 25일  |
| 4   | DF     | 심서연 | 세종스포츠토토         | 1989년 4월 15일  |
| 17  | DF     | 이영주 | 마드리드CFF            | 1992년 4월 22일  |
| 6   | DF     | 임선주 | 인천현대제철           | 1990년 11월 27일 |
| 16  | DF     | 장슬기 | 인천현대제철           | 1994년 5월 31일  |
| 2   | DF     | 추효주 | 수원FC위민             | 2000년 7월 29일  |
| 5   | DF     | 홍혜지 | 인천현대제철           | 1996년 8월 25일  |
| 21  | MF     | 김성미 | 세종스포츠토토         | 1997년 4월 2일   |
| 15  | MF     | 박예은 | 경주한수원             | 1996년 10월 17일 |
| 9   | MF     | 여민지 | 경주한수원             | 1993년 4월 27일  |
| 13  | MF     | 이금민 | 브라이튼&호브알비온FCW | 1994년 4월 7일   |
| 7   | MF     | 이민아 | 인천현대제철           | 1991년 11월 8일  |
| 22  | MF     | 이정민 | 보은상무               | 2000년 11월 11일 |
| 14  | MF     | 조미진 | 세종고려대             | 2001년 4월 4일   |
| 8   | MF     | 조소현 | 토트넘홋스퍼위민       | 1988년 6월 24일  |
| 10  | MF     | 지소연 | 첼시FC위민             | 1991년 2월 21일  |
| 12  | FW     | 권하늘 | 보은상무               | 1988년 3월 7일   |
| 3   | FW     | 서지연 | 경주한수원             | 1995년 5월 20일  |
| 23  | FW     | 손화연 | 인천현대제철           | 1997년 3월 15일  |
| 11  | FW     | 최유리 | 인천현대제철           | 1994년 9월 16일  |

## 같이 보기
- 대한민국 여자 U-20 축구 국가대표팀
- 대한민국 여자 U-17 축구 국가대표팀
- 대한민국 축구 국가대표팀
- 대한민국 축구 국가대표 B팀
- 대한민국 U-23 축구 국가대표팀
- 대한민국 U-20 축구 국가대표팀
- 대한민국 U-17 축구 국가대표팀
- 대한민국 U-14 축구 국가대표팀